# Otročí řeka
Otročí řeka (anglicky Slave River) je řeka v provincii Alberta a v Severozápadních teritoriích v centrální části Kanady. Je 434 km dlouhá. Povodí má rozlohu 616 400 km². Společně se svými přítoky a zdrojnicemi Peace a Finlay je součástí říčního systému Mackenzie, který má celkem délku 4241 km, což tento tok řadí na 12. místo mezi nejdelšími řekami světa.

## Průběh toku
Řeka odtéká z jezera Athabasca na severu provincie Alberta severním směrem. Krátce po výtoku z tohoto jezera poblíž Fort Chipewyan přijímá z levé strany svůj největší přítok řeku Peace. Teče širokým bažinatým údolím. Na středním toku překonává peřeje. Tok směřuje dále severním směrem přes Fort Smith a ústí do Velkého Otročího jezera poblíž Fort Resolution v provincii Severozápadní teritoria.

## Vodní režim
Průměrný roční průtok vody v ústí činí 4000 m³/s.

## Využití
Vodní doprava je možná od května do října.